# Метаизчисления
Метаизчистенията са всички изчислителни и изчислително-ориентирани дейности, включващи изчислители познания (науки и технологии), използвани за проучвания, развитие и приложение на различните видове изчислителни процеси. Може също да имат приложение в: индустрията, бизнесът, управлението и общественото управление. Нововъзникващи области от метаизчислителния фокус на методичните и технологични аспекти от развитието на големите компютърни мрежи като Интернет, Интранет и други териториално разпределени компютърни мрежи за специални цели.

## Употреба

### В информатиката
Метаизчисленията, като компютърни изчисления, включват: организиране на големи компютърни мрежи, избор на критерии за проектиране (например: потребител до потребител или централизирани решения) и метаизчислителен софтуер (Мидълуер, Метапрограмиране) развиващи се където, в специфични домейни, концепцията на метапрограмирането се използва като описание на софтуерните мета-слоеве, които са мрежови платформи за развитието на потребителски ориентираните изчисления, като например изчислителната физика и биоинформатика.
Тук, сериозни научни проблеми от системни/мрежови, усложнения възникват, не само свързани със зависимите от домейна сложности, но и фокусираните към системената Мета сложност на компютърните мрежови инфраструктури.
Метапрограмирането е полезно още и като дескриптор (описател) на компютърните системи за справка. Често тези системи са използвани като петото поколение компютърни езици, което изисква употребата на подчертаваща метапроцесорна софтуерна операционна система, за да бъде оперативна. Обикновено метапрограмирането възниква в теоретична или релна за момента събирателна система поради променящия се характер на резултатите от обработката може да доведе до непредвидени изчислителни състояния през съществуването на метакомпютъра (състоянието на информацията оперирано от метаизчислителната платформа).

### В социално-познавателното инженерство
От човешка и социална перспектива, метаизчисленията са специфино насочени към: човешко-компютърен софтуер, познавателни поддържащи връзки/интерфейси, възможността от развиването на интелигентна компютърна мрежа за взаимна работа с човешки организации и повсеместни компютърни технологии. В частност, то е свързано с развиването на софтуерни инфраструктури за изчислително моделиране и симулиране на познавателните архитектури за различните системи, подпомагащи вземането на решения.

### В системна и от философска гледна точка
Метапрограмирането се отнася до главните проблеми на изчислителността на човешкото познание, до лимитите за трансформация на човешкото познание и индивидуално мислене стигайки до формата на компютърна програма. Тези и подобни въпроси са също така от интерес за математическата психология.